# Прапор Труа-Пона
Прапор Труа-Пона був прийнятий рішенням ради від невідомої дати як прапор муніципалітету Труа-Пон в провінції Льєж. Прапор можна описати так:
Дві однаково довгі смуги синього та білого кольорів з білим Гребінцем святого Якова в кантоні.
Прапор відповідає дизайну прапора Ради геральдики та вексилології (фр. Conseil d'héraldique et de vexillologie). Синій і білий — традиційні кольори Труа-Пона, а гребінець Якова нагадує про Якова Великого та паломництво до Сантьяго.

Герб Труа-Пона
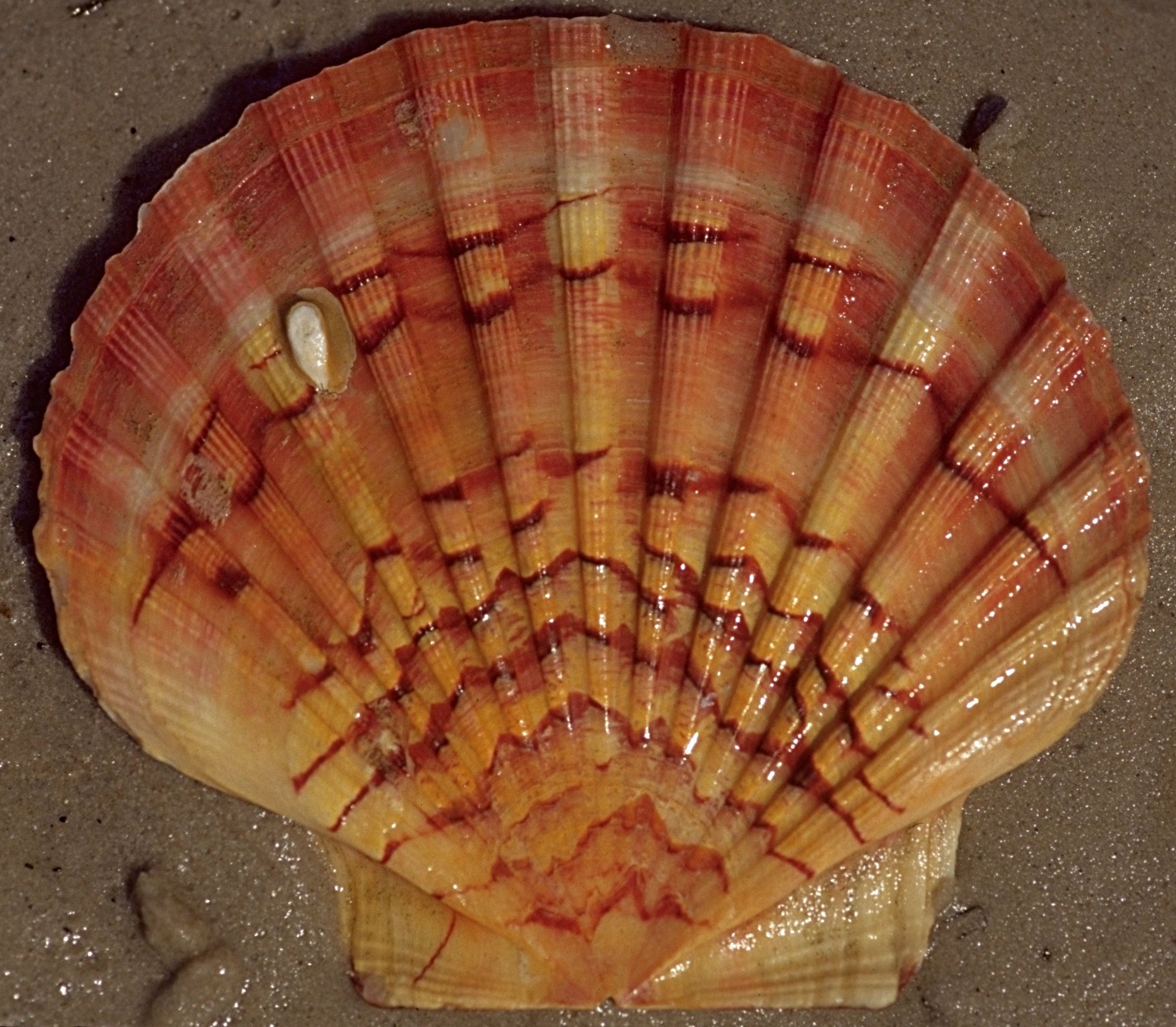
Гребінець святого Якова